# 濮鹤高速公路
濮鹤高速公路位於河南东接濮阳市，西至鹤壁市，是河南省建设中范（范县）辉（辉县市）高速公路的一部分。

## 簡介
濮鹤高速公路始建于2002年4月18日，并于2004年11月15日建成通车。该高速公路横穿河南省东北部，连接濮阳、安阳、鹤壁等市县，西与京港澳高速公路并网，东与已建成的大广高速公路相交，是沟通国道106京广线和107京深线的重要通道。
全长63．858公里，双向四车道，设计行车速度为每小时120公里，全线设有特大桥2座、大桥2座、中桥21座、通道涵洞180道、互通式立交5处、分离式立交28处、天桥12座、收费站4处（分别为：濮阳站、内黄站、浚县站、浚县西站）、停车区1处（内黄停车区）。2008年4月29日，濮鹤高速公路项目荣获全国公路交通优质工程一等奖。这是河南省目前唯一获奖项目，也是该省已通车高速公路项目首次荣获该奖项。